# リボスイッチ
リボスイッチ（Riboswitch）とは、mRNA分子の一部分で、低分子化合物がそこに特異的に結合することで遺伝子発現が影響を受けるものをいう。リボスイッチを含むmRNAは標的分子の有無に応じて直接それ自身の活性調節に関与する。
ある種のリボスイッチが関与する代謝経路は数十年前から研究されてきたが、リボスイッチの存在が明らかになったのはごく最近で、最初の実験的確認は2002年のことである。この見逃しは、「遺伝子調節はmRNAではなくタンパク質によって行われる」というこれまでの思い込みによるものであろう。現在では遺伝子調節機構としてのリボスイッチが知られ、今後もさらに多くのリボスイッチが見出されると予想される。
これまでに知られているほとんどのリボスイッチは細菌で見出されたものであるが、植物と一部の菌類でもあるタイプのリボスイッチ（TPPリボスイッチ）が働いていることが明らかにされている。TPPリボスイッチは古細菌にも予測されているが、まだ実験的に確認されてはいない。

## リボスイッチの作用機序
リボスイッチは概念的には2つの部分に分けられる。すなわちアプタマーと、発現調節に関わる基本機能である。アプタマーは低分子を直接結合し、基本機能はアプタマーの構造変化に応じて構造変化を起こす。基本機能は遺伝子発現を調節する部品と言える。基本機能は、典型的なものでは低分子により遺伝子発現をオフにするが、逆にオンにするものもある。
基本機能には次のような種類がある：
- ρ因子によらず転写を終結させるヘアピン構造の形成。
- リボソーム結合部位を抑制することで翻訳をブロックするようなフォールディング。
- 自己開裂：このようなリボスイッチは十分なリガンド濃度下では自分自身を開裂するリボザイムとして働く。
- pre-mRNAのスプライシングを促進するようなフォールディング。
  - アカパンカビのTPPリボスイッチは、選択的スプライシングによって条件的に上流オープンリーディングフレーム（uORF）が作られるように調節し、それにより下流遺伝子の発現を促進する[6]。
  - 植物のTPPリボスイッチはスプライシングと選択的3'-末端プロセシングを修飾する[7][8]。

## リボスイッチのタイプ
次のようなリボスイッチのタイプが知られている。
- TPPリボスイッチ（またはTHI-ボックス）：ピロリン酸チアミン（TPP）を結合しチアミンの合成と輸送、また類似代謝産物の輸送を調節する。
- FMNリボスイッチ（RFN-エレメント）：フラビンモノヌクレオチド（FMN）を結合しリボフラビンの合成と輸送を調節する。
- コバラミンリボスイッチ（B12エレメント）：アデノシルコバラミン（ビタミンB12の補酵素形）を結合しコバラミンの合成、コバラミンや類似代謝産物の輸送、また他の遺伝子を調節する。
- SAMリボスイッチ：S-アデノシルメチオニン（SAM）を結合しメチオニンとSAMの合成と輸送を調節する。SAM-I（初めはS-ボックスと呼ばれた）、SAM-II、およびSMKボックスという、3つの異なるSAMリボスイッチが知られている。SAM-Iは細菌に広く見られるが、SAM-IIはα-、β-、および一部のγ-プロテオバクテリアに見られるのみである。SMKボックスリボスイッチはラクトバチルス目Lactobacillalesにのみ見られる。これら3種類のリボスイッチは配列や構造に関して類似点は見られない。4番目のSAM-IVリボスイッチはSAM-Iリボスイッチとリガンド結合中心だけは似ているが、全体の骨格は異なる。
- PreQ1リボスイッチはキューオシン（queuosine、tRNAにある特殊塩基）の前駆体プレキューオシンpre-queuosine1を結合し、これからのキューオシン合成または輸送に関わる遺伝子を調節する。PreQ1リボスイッチには、PreQ1-IとPreQ1-IIという全く異なる2つのクラスが知られている。PreQ1-Iの結合ドメインは天然のリボスイッチの中では際立って小さい。PreQ1-IIはストレプトコッカス属Streptococcusとラクトコッカス属Lactococcusの一部の種にのみ見られるが、大きくて全く異なる。
- SAHリボスイッチはS-アデノシルホモシステイン（S-アデノシルメチオニンがメチル化に使われたとき生じる）を結合してこの化合物のリサイクルに関わる遺伝子を調節する。
- プリンリボスイッチはプリンを結合してプリンの代謝と輸送を調節する。プリンリボスイッチにはグアニン（初めG-ボックスと呼ばれた）またはアデニンを結合する異なる形がある。グアニンとアデニンに対する特異性は、専らリボスイッチのY74位のピリミジンとのワトソン・クリック型相互作用（A-U、G-Cの相補的結合）による。グアニンリボスイッチではこの位置は常にシトシン（C74）であり、アデニンリボスイッチでは常にウラシル（U74）である。似たものとしてデオキシグアノシンを結合するタイプのプリンリボスイッチもあるが、上記のような一塩基置換ではなくもっと大きな違いがある。

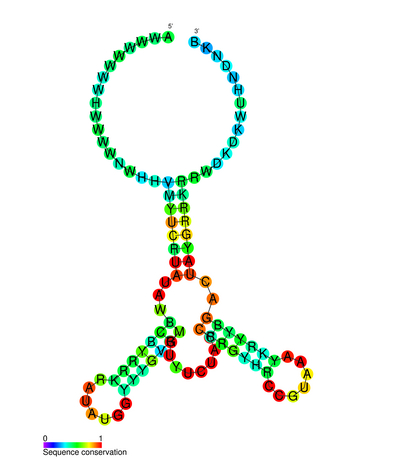
枯草菌プリンリボスイッチ二次構造の模式図

- リジンリボスイッチ（L-ボックスともいう）はリジンを結合してリジンの生合成、分解、輸送を調節する。
- glmSリボスイッチ：十分な濃度のグルコサミン-6-リン酸がある場合に自己開裂する。
- グリシンリボスイッチ：グリシンリボスイッチはグリシンを結合することで、グリシンのエネルギー源化を含むグリシン代謝遺伝子を調節する。2007年現在、このリボスイッチは協同的結合を示す唯一の天然RNAで、これは同じmRNAに隣り合って存在する2つのアプタマードメインにより行われる。
- サイクリックdi-GMPリボスイッチ：シグナル分子である環状GMP二量体を結合することで、このシグナル分子により制御される様々な遺伝子を調節する。予測されているリボスイッチには次のものがある：
- Moco RNAモチーフは、モリブデン補助因子を結合し、この補助因子の生合成と輸送に関わる遺伝子、またこの補助因子または誘導体を補酵素とする酵素の遺伝子を調節すると予測されている。

## リボスイッチとRNAワールド仮説
かつてはタンパク質や、人工的に作られたRNAであるアプタマーだけに可能だと思われていた、低分子を特異的に結合する性質を天然RNAも持つことが、リボスイッチにより示された。RNAワールド仮説とは、生命は初めRNAだけを利用しており、タンパク質はそのあとに現れたというものである。この仮説にはタンパク質が持つ基礎的なすべての機能がRNAによっても可能であるという前提が必要であるが、これは上記のリボスイッチの発見により裏書きされた。またリボスイッチが生物のすべての界に分布しているという事実もこの仮説を支持するように見える。いくつかのリボスイッチについては、RNAワールドのリボザイムの結合ドメインだけが保存された、古い調節システムの名残りかもしれないと言われている。

## リボスイッチの同定法
リボスイッチが実験的に示される前にも、いくつかのグループが5' 非翻訳領域に、構造をもったRNAと見られる保存された配列"モチーフ"（パターン）を認めていた。例えば一緒に調節されると予想されていたいくつかの遺伝子の上流配列の比較分析から、S-ボックス（現在のSAM-Iリボスイッチ）、THI-ボックス（現在のTPPリボスイッチ）、RFNエレメント（現在のFMNリボスイッチ）が報告され、そしてある場合には機序は不明ながら遺伝子調節に関わっていることが実験的に示された。コバラミン生合成のように、長く研究されながらその調節機序がわからない経路についても、リボスイッチが存在するとの仮説に基づいて文献情報から部分的に同定している研究者もいる。初めに触れたように、2002年にいくつかの報告で、モチーフと、それまで調節機序の知られていなかった経路がリボスイッチによって制御されることが知られた。あるRNA要素がリボスイッチであることを証明するには、インビトロではそのRNAが低分子リガンドを結合すること、またインビボではリボスイッチが細胞内で遺伝子発現を制御することを示す必要がある。インビトロでの結合試験としては、"in-line probing"（RNAの自然分解パターンの違いによりリガンド結合による二次構造の変化を検出する方法）のようにリボスイッチの構造に基づく方法、またゲル濾過試験（リボスイッチを結合した膜を放射標識したリガンドが通過しないのを利用する）や平衡透析試験（放射標識したリガンドがRNAを含まないチェンバーよりもRNAを含むチェンバーに高濃度で存在することを利用する）がある。現在では、基礎的な比較ゲノミクスの手法で自動化が進んでいることもあり、バイオインフォマティクスが重要となりつつある。Barrickら(2004)はBLASTを用いて枯草菌Bacillus subtilisのすべての非翻訳領域（UTR）に相同なUTRを見つけ出した。これらの相同配列の一部につき保存された構造があるか調べたところ、10種類のRNA様モチーフが見つかった。そのうち3種類は後に実験的にglmS、グリシン、PreQ1-Iの各リボスイッチとして同定された。次いで他の細菌群も含め、改良されたコンピュータアルゴリズムを用いた比較ゲノミクス研究により、その他のリボスイッチも同定された。

## 抗生物質の標的としてのリボスイッチ
リボスイッチは新たな抗生物質の標的となりうる。実際に、機序が長らく不明だったいくつかの抗生物質はリボスイッチを標的として働くことが明らかになった。例えば、抗生物質ピリチアミンが細胞に入ると、ピロリン酸ピリチアミンへ代謝される。ピロリン酸ピリチアミンはTPPリボスイッチに結合して活性化し、細胞にTPPの合成と輸送を停止させることが明らかにされている。ピロリン酸ピリチアミンは補酵素TPPの代用にはならないので、細胞は死ぬ。リボスイッチが抗生物質の標的として潜在的に持つ利点には、多くのリボスイッチはゲノム当たり複数あって、それぞれが複数の（その多くが不可欠な）遺伝子を含むオペロンを制御しているということがある。それゆえ細菌がリボスイッチの突然変異により耐性を発達させるには、すべてのリボスイッチが突然変異を起こさなくてはならない。とはいえ他の耐性機構もあり、例えば薬剤を排出する輸送体の特異性が変化するなどの場合には、少数の変異だけですむ。しかし不可欠ではないことが示されているリボスイッチも多く、これらは効果的な抗生物質の標的にはなりそうにない。

## 人工的リボスイッチの開発
最近、アプタマーを用いた人工的なリボスイッチが設計されている。人工的リボスイッチの開発により遺伝子発現やその他の生物機能に関するいろいろな調節が可能になる。